# Museo Casa de la Moneda
El Museo Casa de la Moneda es una exposición permanente de la Fábrica Nacional de Moneda y Timbre en Madrid. Contiene la mayor colección numismática de España y una de las más completas de Europa.

## Historia
Los orígenes del museo se remontan al siglo XVIII y están estrechamente vinculados a la figura de Tomás Francisco Prieto , Grabador General de las Casas de Moneda del rey Carlos III. Prieto fue director de Grabado en la Real Academia de Bellas Artes de San Fernando y fundador, en 1771, de una Escuela de Grabado en la que se formaban los artistas que posteriormente trabajarían en la Real Casa de la Moneda de España y sus colonias.
El núcleo inicial del museo era una colección de dibujos, grabados, libros antiguos, monedas y medallas hechas por Prieto para ayudar en la enseñanza de sus alumnos. Fue comprado por el rey Carlos III, ampliándolo con adquisiciones y donaciones.
En 1867, durante el reinado de Isabel II, la colección original del Museo de la Casa de la Moneda se expuso por primera vez al público en el antiguo edificio Casa de la Moneda en la Plaza de Colón de Madrid. Permaneció allí hasta 1964, cuando se trasladó a la ubicación actual en la Calle Doctor Esquerdo n.º 36.
La Fábrica Nacional de Moneda y Timbre fue fundada en 1893 con la fusión de dos organizaciones independientes: la Casa de la Moneda y la Fábrica de Sellos. Desde 1861 ambas instituciones habían compartido el mismo edificio en Plaza de Colón, aunque eran independientes y tenían administraciones separadas.

## Exposiciones
La colección numismática parte desde sus orígenes, pasando por Grecia, Roma, Hispania, la Edad Media, los Reyes Católicos, la Casa de Austria y la Casa de Borbón. También se incluyen dos salas con monedas desde el siglo XIX hasta el siglo XXI.
Asimismo, el museo dispone de salas dedicadas a la medalla, las artes gráficas, el papel sellado, las loterías, filatelia, así como exposiciones temporales y algunos ejemplos de maquinaria de acuñación y de verificación de autenticidad de billetes.